# Copacabana Filmes
Copacabana Filmes é uma empresa brasileira fundada em 1993 por Carla Camurati. A empresa é voltada à produção e distribuição de filmes de ficção, documentários e outros produtos audiovisuais. No inicio apenas produzia filmes e em 2001, começou a produzir e distribuir filmes institucionais, campanhas publicitárias, videoclipes e  vinhetas para televisão.

## Filmografia[3]
- 1995 - Carlota Joaquina, Princesa do Brazil
- 1998 - La Serva Padrona
- 2001 - Copacabana
- 2001 - Janela da Alma
- 2004 - Espelho d'Água: Uma Viagem no Rio São Francisco
- 2006 - Irma Vap - O Retorno
- 2011 - Amor?
- 2014 - Getúlio